# Salve Marinera

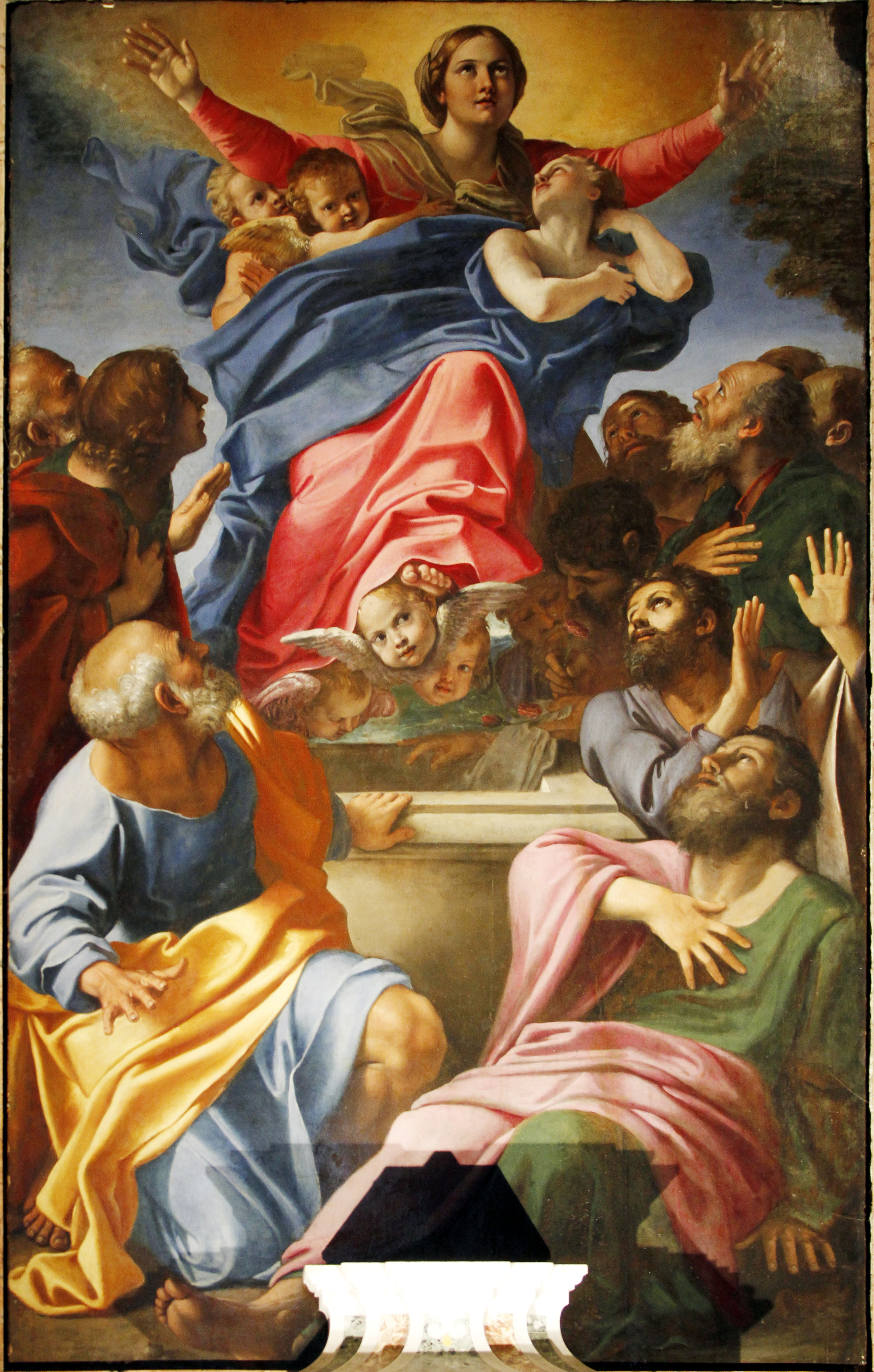
Asunción de la Virgen, por Annibale Carracci.

Se conoce como Salve marinera a un fragmento de la zarzuela El Molinero de Subiza, compuesta en 1871, con letra de Luis de Eguílaz y música de Cristóbal Oudrid.

## Historia
Dicho cántico fue adoptado en 1872 por los alumnos de la Escuela Naval Militar, que asistieron a una representación de la zarzuela en Ferrol (La Coruña), y rápidamente se popularizó y se extendió a todos los buques de la Armada española.
En 1942, la Jefatura del Estado Mayor de la Armada reglamentó el uso de la Salve marinera, adoptándose oficialmente la versión para banda realizada por Camilo Pérez Monllor.
Estrella de los Mares (Stella Maris) es uno de los nombres de la Virgen María, procedente de la interpretación de un pasaje del Antiguo Testamento, primer libro de los Reyes, 18:41-45.

## Texto de la canción

Emblema de la Armada Española.

Salve Marinera (letra de Luis de Eguílaz)
Salve, estrella de los mares,

(de los mares)

Iris de eterna ventura.

Salve, fénix de hermosura,

Madre del divino amor.
De tu pueblo a los pesares

tu clemencia dé consuelo.

Fervoroso llegue al cielo,

y hasta tí, (y hasta tí) nuestro clamor.